# Porites lutea
Porites lutea is een rifkoralensoort uit de familie van de Poritidae. De wetenschappelijke naam van de soort is voor het eerst geldig gepubliceerd in 1860 door Milne Edwards & Haime.